# Chimaphila maculata
Chimaphila maculata är en ljungväxtart som först beskrevs av Carl von Linné, och fick sitt nu gällande namn av Frederick Traugott Pursh. Chimaphila maculata ingår i släktet rylar, och familjen ljungväxter. Utöver nominatformen finns också underarten C. m. maculata.

## Bildgalleri

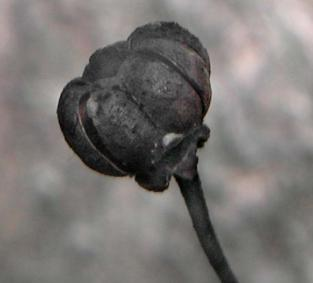
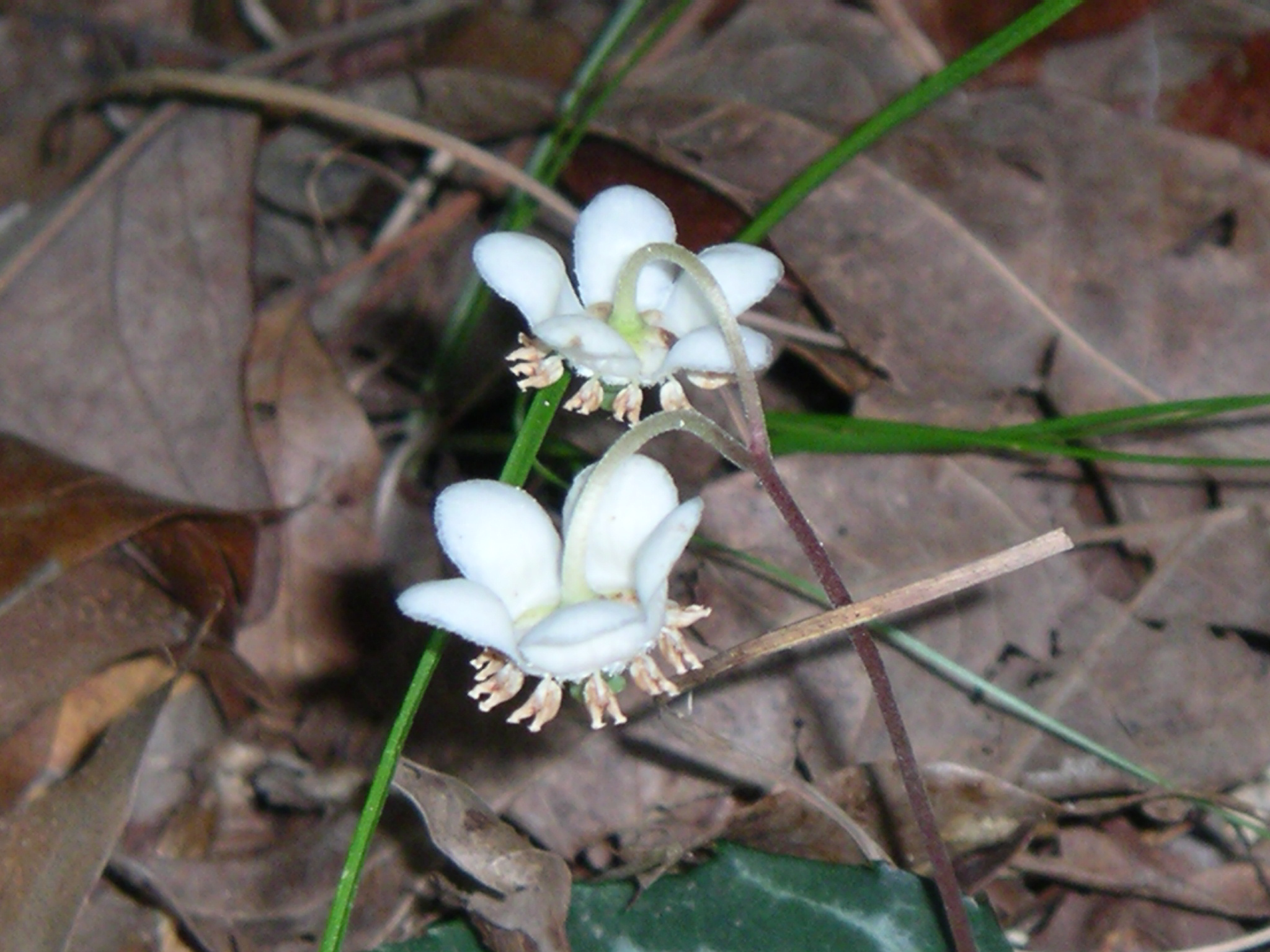
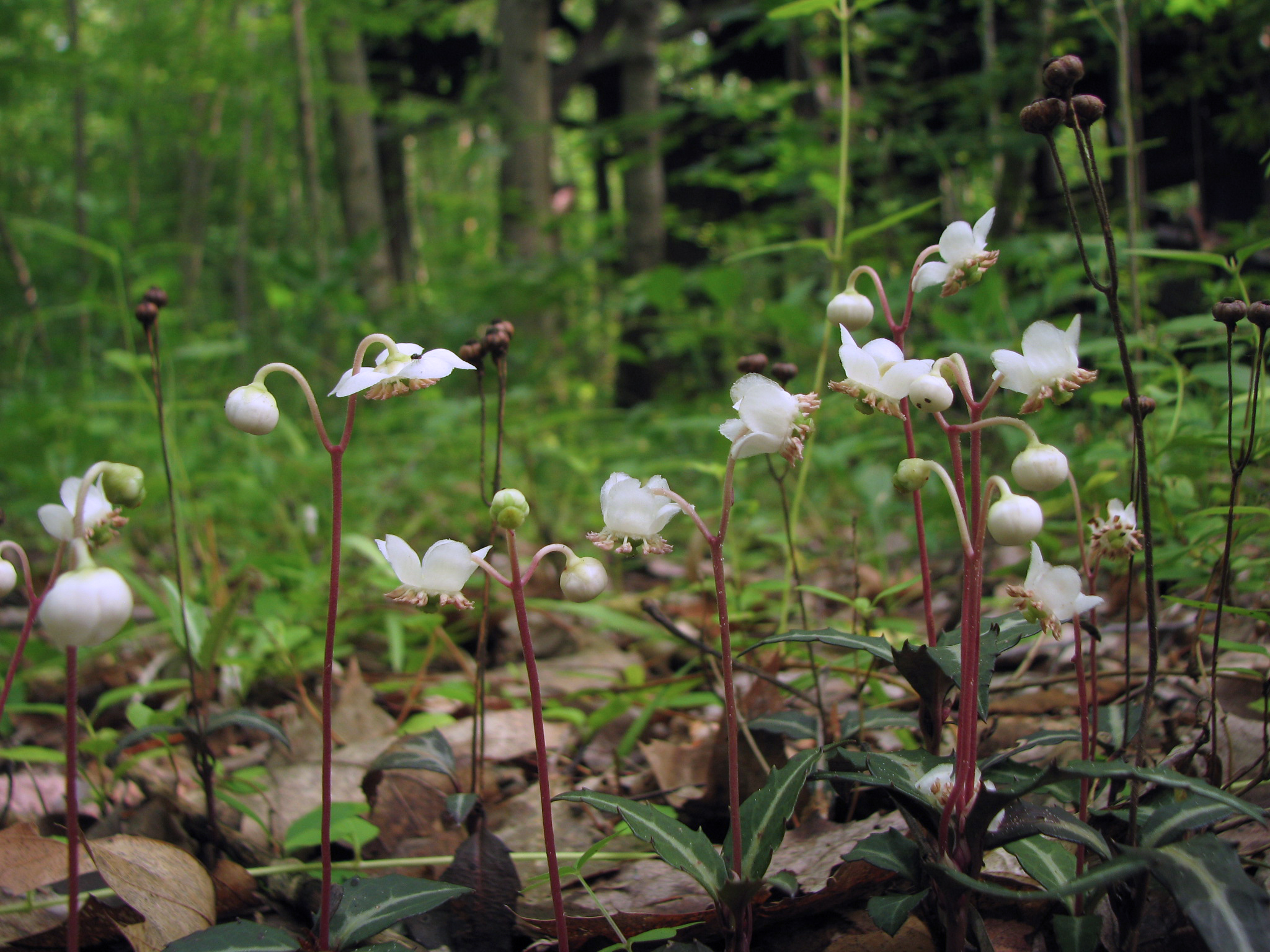
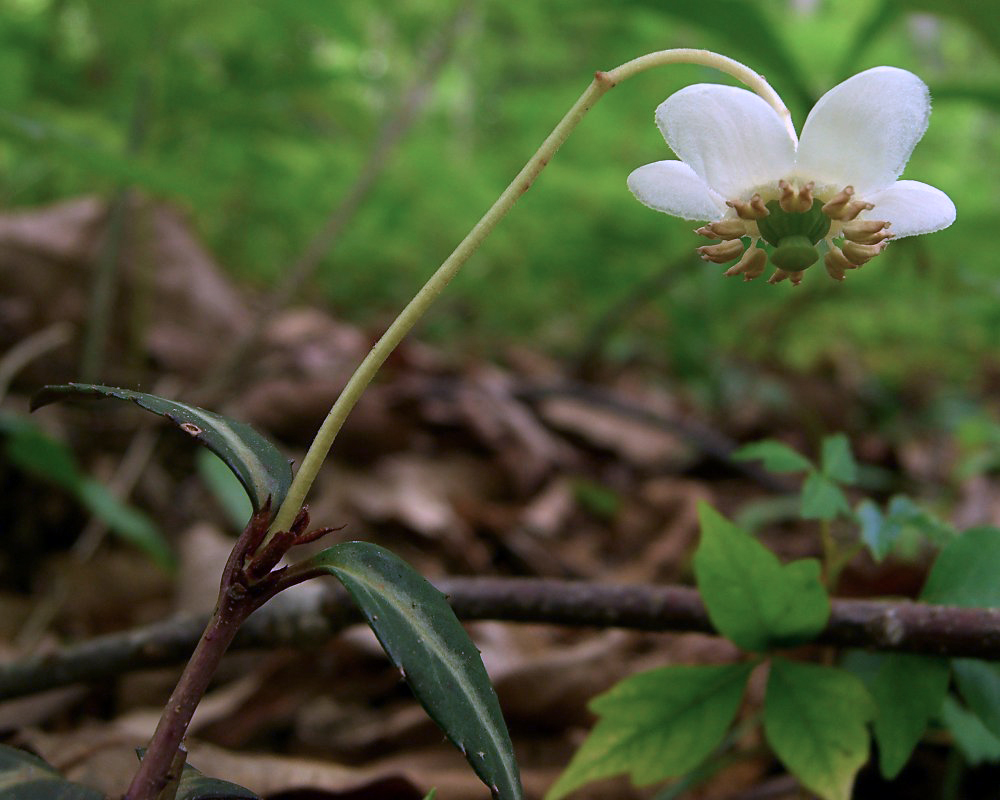
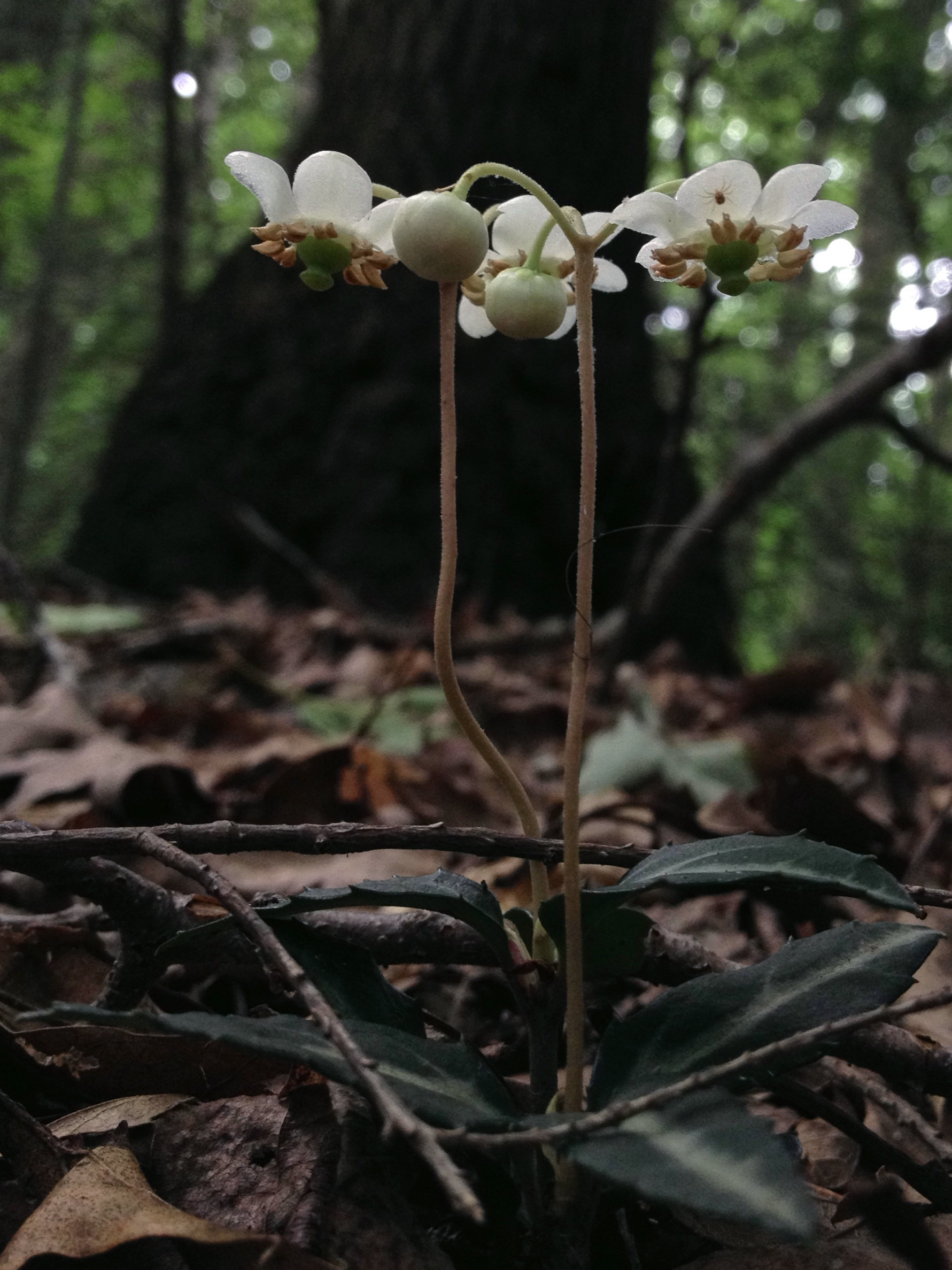
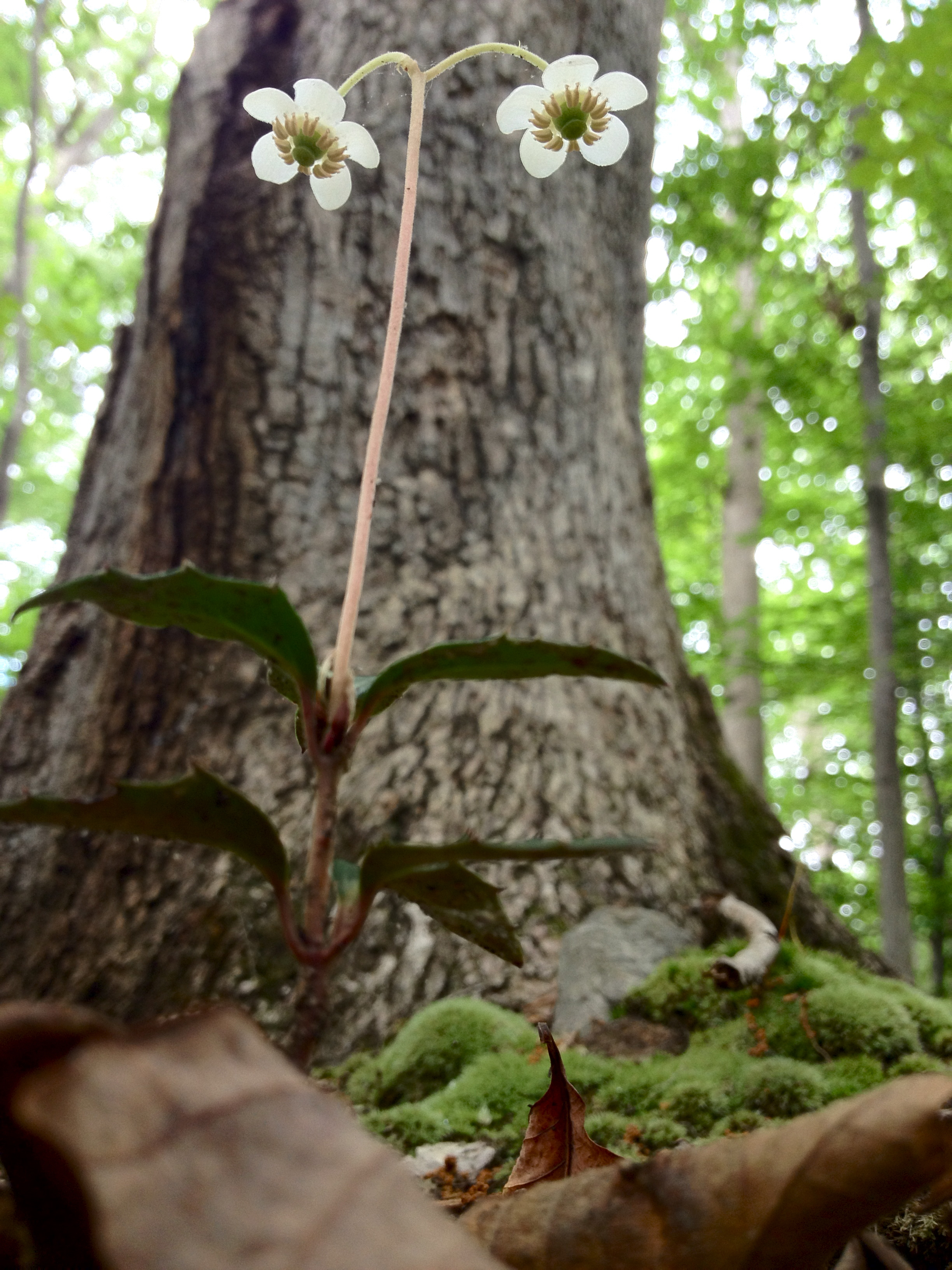